# Bill Napier
William M. Napier of Bill Napier (Perth (Schotland), 29 juni 1941) is een Schots wetenschapper en auteur. Zijn onderzoeksdomein is voornamelijk de fysische en chemische eigenschappen van interstellair stof en de gevolgen van meteorietinslagen op de aarde. Daarnaast is hij de auteur van talrijke wetenschappelijke en populair-wetenschappelijke boeken.
De planetoïde (7096) Napier is naar hem genoemd. 

## Biografie
Napier studeerde aan de Universiteit van Glasgow. Van 1967 tot 1992 was hij astronoom aan het Koninklijk Observatorium van Edinburgh. Van 1994 tot 1996 deed hij onderzoekswerk aan de Universiteit van Glasgow. In 2001 werd hij ere-professor aan het Instituut voor Astrobiologie van de Universiteit van Cardiff en werkte bij het Armagh-Observatorium.
Bredere bekendheid kreeg Napier door de Theorie van het Coherente Katastrofisme (Engels: coherent catastrophism), samen met Victor Clube en anderen, die de periodieke impact van kometen of restanten ervan, op aarde vooropstelt. Deze gebeurtenissen zouden de geschiedenis van de mensheid beïnvloed hebben.